# Zougo (Bagaré)
Pour les articles homonymes, voir Zougo.
Zougo est une commune rurale située dans le département de Bagaré de la province du Passoré dans la région Nord au Burkina Faso.

## Géographie
Zougo est situé à 12 km au sud de Bagaré, le chef-lieu du département, et à environ 45 km au sud-ouest du centre de Yako.

## Économie
L'élevage est l'une des principales activités économiques de la commune, dont le cheptel a été touché par une épidémie de fièvre charbonneuse en 2019.

## Santé et éducation
Zougo accueille un centre de santé et de promotion sociale (CSPS) tandis que le centre médical avec antenne chirurgicale (CMA) de la province se trouve à Yako.